# Viking (firma)
 For alternative betydninger, se Viking (flertydig). (Se også artikler, som begynder med Viking)
Viking (eller Viking Life Saving Equipment) er en virksomhed, der laver forskelligt overlevelsesudstyr til skibe og off-shoreindustrien. Viking blev grundlagt i 1960 af blandt andre Tage Sørensen (5. december 1915 - 17. maj 2016) og har hovedkvarter i Sædding i Esbjerg. Virksomheden beskæftiger over 2.800 mennesker over hele verden. Viking har 9 produktionsfaciliteter over hele verden. Produktionen foregår i bl.a. Danmark, Norge og Thailand. Vikings udstyr har været med til at redde over 4.000 liv.[kilde mangler]
I 2018 købte Viking den norske redningsbådsproducent Norsafe. Norsafe producerer blandt andet "free-fall" redningsbåde og "fast rescue" redningsbåde.

## Produkter
- Beskyttelsesdragt
- Branddragt
- Chute-system
- Evakueringssystem
- Evakueringsudstyr
- MOB-båd
- Overlevelsesdragt
- Pilotdragt
- Redningsdragt
- Redningsflåde
- Redningsudstyr
- Redningsvest
- Sikkerhedsudstyr